# Вулиця Гната Юри (Київ)
Ву́лиця Гна́та Юри́ — вулиця у Святошинському районі міста Києва, житловий масив Микільська Борщагівка. Пролягає від проспекту Леся Курбаса до вулиці Якуба Коласа.
Прилучається вулиця Петра Курінного. Наприкінці сполучена шляхопроводом з вулицею Володимира Покотила.

## Історія
Виникла в 60-ті роки XX століття під назвою 23-я Нова. Сучасна назва на честь українського актора і режисера Гната Юри — з 1967 року.

## Установи та заклади
- Магазин «Дитячий світ» (буд. № 7).
- Прокуратура Святошинського району, відділ ДМС Святошинського району (буд. № 9)
- Середня загальноосвітня школа № 35 (буд. № 10-б).
- ТЦ «Квадрат», супермаркет «Сільпо» (буд. № 20).